# Pilar Sarrión Ponce
Pilar Teresa Sarrión Ponce (Anna, 1975) és una política valenciana.
Llicenciada en Dret per la Universitat de València, milita al Partit Socialista del País Valencià (PSPV) pel qual ha estat regidora al seu municipi Anna (la Canal de Navarrés) des del 2003. Fou alcaldessa d'Anna de 2007 a 2009 arran d'un pacte amb el grup d'independents locals IDEAN. A les eleccions municipals de 2011 tornà a encapçalar la llista del PSPV però el Partit Popular guanyà per majoria absoluta. També ha estat vicepresidenta de la Mancomunitat de la Canal de Navarrés des de 2007 fins a 2011
Pilar Sarrión és diputada a les Corts Valencianes per la circumscripció de València des de les eleccions de 2011.